# Oratorio dei Vanchetoni
L'oratorio dei Vanchetoni è un luogo di culto cattolico situato in via Palazzuolo 17 a Firenze, la sede dell'Arciconfraternita di San Francesco.

## Storia
Il tessitore Ippolito Galantini (sul portale si trovava un suo busto seicentesco, oggi in deposito) si dedicò all'insegnamento della dottrina cristiana, fondando la Congregazione della Dottrina Cristiana ed i membri della Compagnia ebbero l'appellativo di Vanchetoni, per il modo di camminare cheti e silenziosi, e di bacchettoni, in riferimento alla bacchetta usata a scopo penitenziale (tutt'oggi bacchettone indica una persona moralista o dotata di eccessivo zelo religioso).
Il fondatore fece costruire dal 1602 l'oratorio e la sede della confraternita su disegno probabilmente di Giovanni Nigetti, grazie a un terreno concesso dai francescani di Ognissanti, e fu posta la prima pietra il 14 giugno di quell'anno. Il 4 ottobre 1603 fu officiato per la prima volta in onore alla festa di san Francesco, anche se la conclusione ufficiale dei lavori si ebbe soltanto nel 1604.
Nel 1619 il fondatore morì, e da allora i confratelli, che erano laici al pari dello stesso Ippolito, si dedicarono all'assistenza dei poveri e all'educazione evangelica dei bambini, godendo di grande prestigio per tutto il Seicento e il Settecento. Nel 1620, grazie agli aiuti munifici di Maria Maddalena d'Austria, moglie di Cosimo II, e dell'arcivescovo Alessandro de' Medici, futuro papa Leone XI, che pose la prima pietra il 4 novembre di quell'anno, si aggiunsero il vestibolo e la facciata su via Palazzuolo, forse su progetto di Matteo Nigetti coadiuvato dal fratello Giovanni. La lunga sala dove si riunivano i confratelli, dotata di una specie di coro ligneo su tre lati, fu affrescata fra il 1633 e il 1640 da alcuni dei migliori artisti sulla scena fiorentina.
Nel 1785 la confraternita fu una delle nove in tutto il Granducato a non venire soppressa da Pietro Leopoldo. Nel 1825, durante i festaggiamenti per la beatificazione del fondatore, venne aggiunto il campanile a vela.
Ai confratelli, che nel frattempo avevano venduto una parte del patrimonio artistico mobile (oggi in alcuni famosi musei del mondo), restò l'oratorio, alcuni appartamenti e l'obbligo della preghiera. Nel 2008 la confraternita è stata oggetto di un tentativo di soppressione per alcune irregolarità, che non rispettavano più le finalità religiose dello Statuto. Ne è nato un contenzioso con la diocesi che si è protratto per un decennio, e che ha segnato una lunga chiusura dell'oratorio, sebbene nel frattempo interessato da restauri. Conclusa la vertenza con il mantenimento della confraternita, l'oratorio è stato riaperto solennemente il 4 ottobre 2019.

## Descrizione

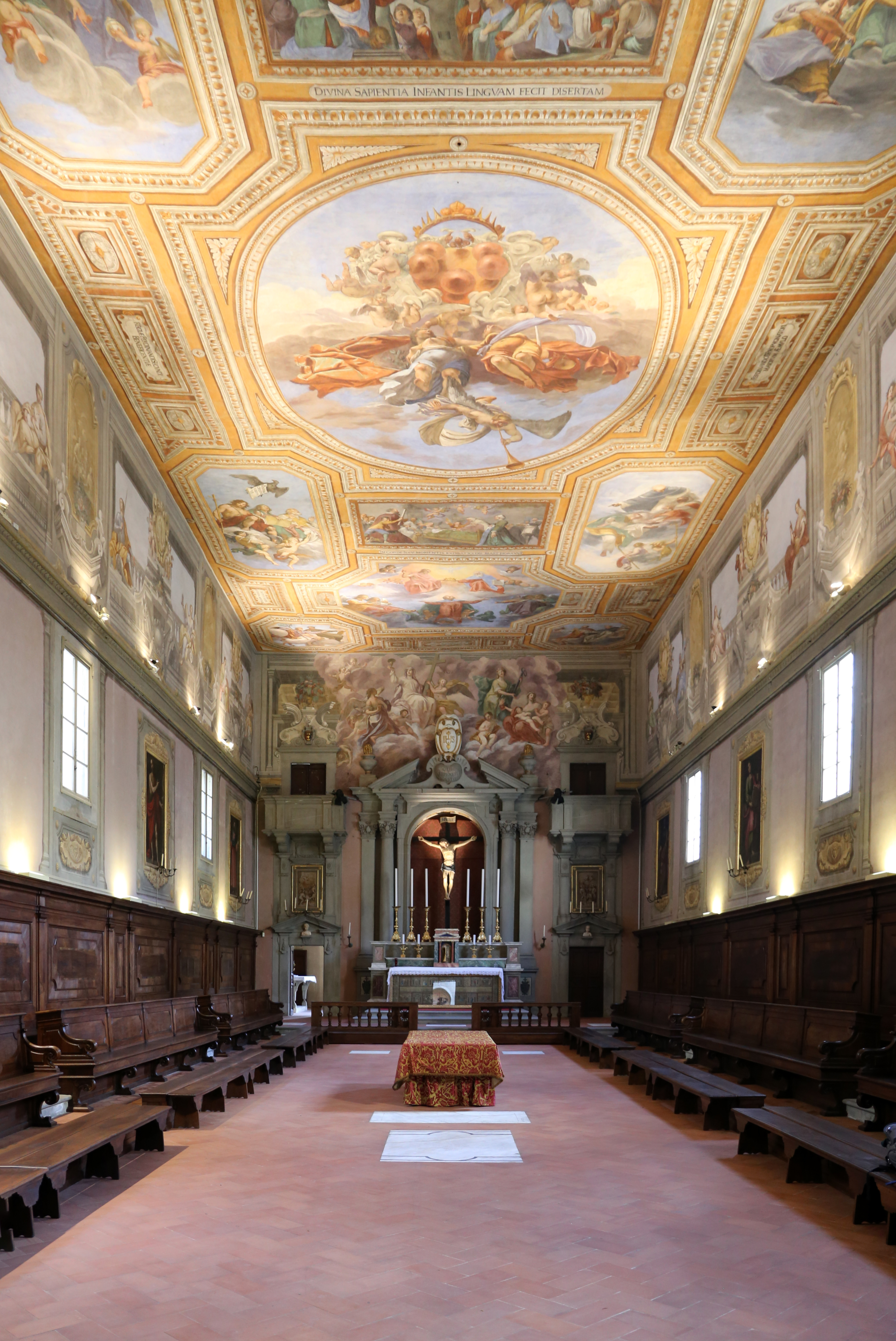
Interno dell'oratorio

La sala principale dell'oratorio, che ne fa il più grande di Firenze, reca nel soffitto una serie di affreschi realizzati tra 1639 e 1640, che rappresenta un importante compendio della pittura fiorentina degli anni trenta del Seicento. Al centro è un grande ovale con lo stemma mediceo di Pietro Liberi, mentre tutt'intorno si dispongono, in scomparti rettangolari, ottagonali allungati e mistilinei, affreschi incorniciati a fingere quadri riportati, caratterizzati dalla ricerca diversificata sull'illusionismo prospettico.
Domenico Pugliani, forse appartenente alla confraternita e coordinatore o capo dell'impresa pittorica, realizzò più scene e tra le più importanti, il San Francesco in Gloria vicino all'ingresso, l'affresco con le Sante Lucia, Caterina e Maddalena poco più avanti a sinistra provenendo dall'ingresso, e la Morte del Beato Ippolito Galantini nella parte più centrale. 
Sempre nella parte anteriore, nello scomparto rettangolare Giovanni Martinelli dipinse la Predica del Beato Ippolito Galantini con i santi Ignazio, Domenico, Giuseppe e Bernardino da Siena, con veduta di Porta al Prato e del luogo dove poi sorse l'oratorio) del 1639-1640. 
Nell'ottagono a destra Lorenzo Lippi affrescò le Sante Caterina, Agata e Cecilia, anch'esso eseguito tra 1639 e 1640. Le sante, rappresentate in scorcio, mostrano la perizia grafica del pittore, anche a fini prospettici, mentre l'aerea composizione dimostra una moderata apertura alle novità cortonesche.  
Al centro è il grande affresco raffigurante lo stemma mediceo opera di Pietro Liberi che occupa lo spazio più vasto ed importante del soffitto.
Nella parte più vicina all'altare, nell'ottagono a sinistra il Volterrano eseguì invece i Santi Giovanni Evangelista, Giovanni Battista e Filippo Neri, in quello a destra Cecco Bravo dipinse i Santi Zanobi, Antonino e Carlo Borromeo, del 1639, inframezzati dal rettangolo nel quale è la menzionata Morte del Beato Galantini del Pugliani.
Subito sotto il soffitto corre un fregio affrescato che gira tutto intorno all'oratorio, con Virtù, Allegorie, e Storie bibliche, eseguito nel 1734 da Niccolò Nannetti e Rinaldo Botti.
Una cappella dietro l'altare conserva un grande Crocifisso cinquecentesco, mentre nella cappella del beato si trovano numerosi ex voto. Notevoli sono gli antichi armadi di sagrestia intarsiati.